# Eritorbato sódico
El eritorbato sódico, eritorbato de sodio o D-isoascorbato (C6H7NaO6) es un aditivo alimentario usado principalmente en carne, pollo y refrescos. Químicamente, es la sal de sodio obtenida a partir del ácido eritórbico. Es utilizado en carne procesada, como los perritos calientes y las hamburguesas, con el fin de reducir la tasa de reducción de nitrato a óxido nítrico, lo que permite a la carne mantener su color rosado. Se encuentra relacionado a nivel estructural con la vitamina C, con la cual comparte su actividad antioxidante. También ayuda a mejorar la estabilidad del sabor y a prevenir la formación de nitrosaminas carcinógenas. Cuando se añade a los alimentos como aditivo, su número E de identificación es E316.
Otras aplicaciones del eritorbato de sodio incluyen el desarrollo de químicos que pueden ser utilizados para reducir oxidación en general. Por ejemplo, esta sustancia se ha utilizado en el desarrollo de anti-oxidantes para metales y se ha implementado en empaques activos.

## Propiedades
El eritorbato sódico es producido a partir de azúcares derivados de diversas fuentes como la remolacha, la caña de azúcar o el maíz. Un mito bastante común afirma que el eritorbato sódico se hace a partir de lombrices de tierra, lo cual es totalmente falso. Se cree que el origen de esta leyenda podría radicar en la similitud existente entre el nombre químico en inglés "erythorbate" y las palabras inglesas "earthworm" (lombriz) y "bait" (cebo).